# Libération de Guingamp
 (novembre 2018).
Si vous disposez d'ouvrages ou d'articles de référence ou si vous connaissez des sites web de qualité traitant du thème abordé ici, merci de compléter l'article en donnant les références utiles à sa vérifiabilité et en les liant à la section « Notes et références ».
Libération de la France
Batailles
2e campagne de France
- Corse
- Limousin
- Ain et Haut-Jura
- Les Glières
- Ascq
- Division Brehmer
- Mont Mouchet
- Opérations SAS en Bretagne
- Bataille de Normandie
- Guéret
- Brigade Jesser
- Cornil
- 1er Tulle
- 2e Tulle
- Argenton-sur-Creuse
- Oradour-sur-Glane
- 1er Ussel
- Saint-Marcel
- Saffré
- Mont Gargan
- Vercors
- Penguerec
- Lioran
- Égletons
- 2e Ussel
- Débarquement de Provence
- Port-Cros
- La Ciotat
- Toulon
- Martigues
- Marseille
- Nice
- Rennes
- Saint-Malo
- Brest
- Paris
- Mont-de-Marsan
- Montélimar
- Maillé
- Écueillé
- La Saulx
- Meximieux
- Nancy
- Colonne Elster
- Dunkerque
- Arracourt
- Saint-Nazaire
- Lorient
- Metz
- Royan et de la pointe de Grave
- Campagne de Lorraine
- Colmar

Front d'Europe de l'Ouest
Front d'Europe de l'Est
Campagnes d'Afrique, du Moyen-Orient et de Méditerranée
Bataille de l'Atlantique
Guerre du Pacifique
Guerre sino-japonaise
La libération de Guingamp intervient le 7 août 1944, seulement trois jours après celle de Rennes.
La libération de Guingamp est menée conjointement par des unités de blindés américains et quelques centaines de F.F.I venus du maquis de Coat-Mallouen.

## Contexte historique
Guingamp est envahie par l'armée allemande le 18 juin 1940, le jour de l'appel du général de Gaulle. C'est alors le début de quatre années d'occupation. Rapidement, les Allemands investissent la ville : la garnison s'installe dans l'Institution Notre-Dame, la Kreiskommandantur Soldatenheim dans l'hôtel Bolloc'h (actuel Crédit Agricole), la Kommandantur dans la rue de la gare et un siège de la Gestapo dans l'actuelle rue des Martyrs de la Gestapo, derrière l'actuel collège Prévert. En outre, une batterie de Flak est placée au bout du boulevard de la Marne, et durant la guerre, un grand bunker sera construit rue André-Lorgeré en 1943 (il existe toujours) ainsi que deux casemates en béton armé de moindres dimensions (dont une encore visible dans le parking du Crédit Agricole).
À la suite de la percée de la poche d'Avranches, les troupes Américaines peuvent se déverser début août 1944 en Bretagne, sous le commandement du général Patton. Rennes est libérée le 4 août et le bruit que les Américains arrivent se fait entendre à Guingamp.

## Vendredi 4 août 1944
Au matin du 4 août, la chute de Rennes est amorcée et des convois de troupes Allemandes refluent vers le Sud et l'Ouest de la Bretagne. La fébrilité qui agite les occupants se fait sentir et, en fin de journée, un ouvrier guingampais est abattu par des Allemands alors qu'il tentait de fuir pour ne pas avoir à subir un contrôle de papier.

## Samedi 5 août 1944
Le 5 août, les habitants de Guingamp se ruent sur les imprimeries et emportent autant de feuilles de papier que possible : ils veulent confectionner des drapeaux français pour accueillir leurs libérateurs. À 15 h 30, une nouvelle fusillade éclate en ville : un réfugié brestois d'une trentaine d'années est abattu à la suite d'une dispute avec une sentinelle allemande, dans le quartier du Petit-Paris. Toujours dans l'après-midi, les Allemands perquisitionnent les imprimeries de la ville et saccagent les machines avant d'emporter les pièces nécessaires à leur fonctionnement (ils veulent endiguer la fabrication de tracts). Des ordres sont placardés dans la ville : « Interdiction de circuler entre 20h et 9h, pas de mains dans les poches, pas plus de deux personnes ensemble dans les rues, menaces pour aide à la Résistance, etc. ». Avant la fin de la journée, des mitrailleuses sont installées dans le centre-ville. On signale les Américains à Rostrenen et Callac.

## Dimanche 6 août 1944
La fébrilité et la désorganisation des occupants les poussent à vider les bouteilles du Soldatenheim (foyer du soldat). Dans la journée, des coups de feu se font entendre et les habitants restent terrés chez eux. Malgré tout, une fusillade éclate encore et une jeune fille de 20 ans est tuée.

## Lundi 7 août 1944
Au matin du 7 août, on entend des coups de feu venant de Kéribo, les routes menant à Guingamp sont mitraillées par les Alliés et les premiers chars U.S sont à 10h30 à Ploumagoar. Avant midi, la ville est minée par les défenseurs. Dans l'après-midi, certains habitants de Guingamp promettent la reddition aux Américains, mais c'est sans compter sur les Allemands. Le bruit des combats se rapproche de plus en plus de la ville. En retrait d'une fenêtre, avec la caméra Paillard de son père, Guy Delattre, 13 ans, filme le passage des commandos cyclistes allemands, ainsi que les patrouilles allemandes dans le centre ville de Guingamp.Entre temps, deux frères de respectivement 13 et 8 ans sont tués à coup de balles explosives dans la rue par les Allemands. Les défenseurs, retranchés dans le dépôt de la Remonte, rue de la Trinité tirent dans tous les sens alors qu'environ 200 maquisards de Coat-Mallouen se déploient autour de la ville. Ils sont sous le commandement du sergent-chef Jean Robert, un SAS parachuté lors du débarquement. Plusieurs coups de canon enflamment les bâtiments de la rue de la Trinité et décapitent de le clocher de la cathédrale (les Américains l'ont pris pour un poste d'observation Allemand, alors qu'il était occupé par des F.F.I). Les troupes retranchées dans la Remonte hissent le drapeau blanc à 19h le soir de ce 7 août. La reddition de la Remonte ne signifie pas encore la fin des combats, car les Allemands ont forcé l'encerclement de la ville et sont aux prises avec des F.F.I jusque tard dans la nuit dans le bois de Roudourou. Ils seront finalement capturés eux aussi.

## Conséquences et suites
La libération de Guingamp coûtera la vie à deux maquisards et trois soldats américains. Dans la liesse de la Libération, de nombreux « collabos » sont conduits au commissariat de la ville. Après les combats de Guingamp, la libération de la Bretagne se poursuivra, mais n'aboutira complètement que le 8 mai 1945, avec la reddition de la poche de Lorient. Le 8 août 1944, quelques soldats allemands seront capturés aux alentours de Guingamp, avant que la zone ne soit définitivement sous contrôle allié au matin du 9 août.

## Sources
1. ↑  « L’Institution Notre-Dame pendant l’Occupation (1940-1944) – Patrimoine de Guingamp », sur patrimoine-guingamp.net (consulté le 10 novembre 2018)
2. ↑  « L’occupation allemande à Guingamp (lieux) – Patrimoine de Guingamp », sur patrimoine-guingamp.net (consulté le 10 novembre 2018)
3. 1 2 3 4 5  « Libération de Guingamp (1944) – Patrimoine de Guingamp », sur patrimoine-guingamp.net (consulté le 10 novembre 2018)
4. ↑  « Libération de Guingamp 1 », sur Cinémathèque de Bretagne
5. ↑  (en) Eric Blanchais, « Diaporama des monuments », sur www.memorialgenweb.org (consulté le 10 novembre 2018)
6. 1 2  « comité de l'ANACR de Lannion », sur infos.service.free.fr (consulté le 10 novembre 2018)